# Sven van der Plas
Sven van der Plas (Katwijk, 1 februari 2006) is een Nederlandse voetballer. Hij speelt als verdediger in de jeugd van PSV.

## Carrière
Van der Plas werd geboren in Katwijk waar hij begon met voetballen in de jeugd bij K.v.v. Quick Boys. In 2022 maakte hij de overstap naar de jeugdafdeling van PSV. Op 9 juni 2021 tekende hij zijn eerste contract bij PSV. Op 31 mei 2024 verlengde hij zijn contract tot met juni 2026.
Op 16 augustus 2024 in de uitwedstrijd tegen Jong FC Utrecht maakte Van der Plas zijn debuut voor Jong PSV. Hij kwam in de 70e minuut als invaller voor Michael Bresser in het veld, de wedstrijd werd met 0–2 gewonnen.

### Statistieken
| Seizoen                          | Club           | Land           | Competitie     | Competitie | Competitie | Beker | Beker | Totaal | Totaal |
| Seizoen                          | Club           | Land           | Competitie     | Wed.       | Dlp.       | Wed.  | Dlp.  | Wed.   | Dlp.   |
| -------------------------------- | -------------- | -------------- | -------------- | ---------- | ---------- | ----- | ----- | ------ | ------ |
| 2024/25                          | Jong PSV       | Nederland      | Eerste divisie | 4          | 1          | 0     | 0     | 4      | 1      |
| Carrièretotaal                   | Carrièretotaal | Carrièretotaal | Carrièretotaal | 4          | 1          | 0     | 0     | 4      | 1      |
| Bijgewerkt t/m 17 september 2024 |                |                |                |            |            |       |       |        |        |

## Interlandcarrière

### Nederland –17
Op 21 mei 2023 maakte Van der Plas zijn debuut tegen Engeland. Nederland verloor de wedstrijd met 1–4. Van der Plas werd in de 88e minuut van het veld gestuurd met een rode kaart.
| Interlands van Sven van der Plas voor Nederland onder 17 | Interlands van Sven van der Plas voor Nederland onder 17 | Interlands van Sven van der Plas voor Nederland onder 17 | Interlands van Sven van der Plas voor Nederland onder 17 | Interlands van Sven van der Plas voor Nederland onder 17 | Interlands van Sven van der Plas voor Nederland onder 17 | Interlands van Sven van der Plas voor Nederland onder 17 |
| №                                                        | Datum                                                    | Wedstrijd                                                | Uitslag                                                  | Competitie                                               | Goals                                                    | Assists                                                  |
| -------------------------------------------------------- | -------------------------------------------------------- | -------------------------------------------------------- | -------------------------------------------------------- | -------------------------------------------------------- | -------------------------------------------------------- | -------------------------------------------------------- |
| 1.                                                       | 21 mei 2023                                              | Nederland – Engeland                                     | 1 – 4                                                    | EK onder 17                                              | 0                                                        | 0                                                        |

## Erelijst
| EK Onder 19 | 1x | 2025 |